# Autochloris consociata
Autochloris consociata är en fjärilsart som beskrevs av Walker 1864. Autochloris consociata ingår i släktet Autochloris och familjen björnspinnare. Inga underarter finns listade i Catalogue of Life.